# Csáprágósok

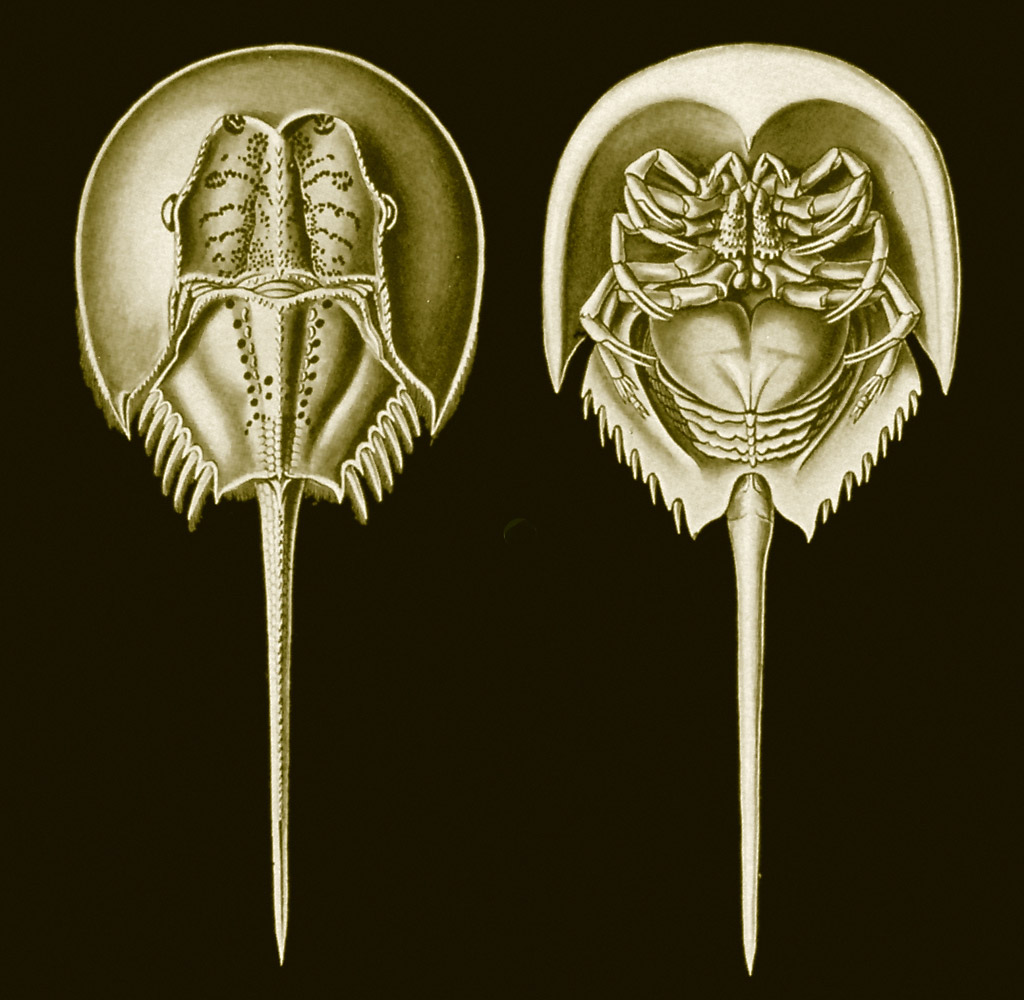
A rákszabásúak közé tartozó tőrfarkú faj (Limulus sp.). A tőrfarkúak valódi élő kövületek

A csáprágós ízeltlábúak (Chelicerata) az ízeltlábúak törzsének (Arthropoda) egyik altörzse. Külső vázuk nem tartalmaz meszet. Közös sajátosságuk, hogy a többi ízeltlábú csoporttól eltérően nem csápjuk, hanem csáprágójuk (chelicera) van.
A csáprágó semmiféleképpen sem a csáppal homológ szerv, még beidegzése sem azonos. A csápok mindig az agydúcból kapják az ideget, a csáprágók pedig a garat alatti dúctól.

## Testfelépítésük
A csáprágósok teste alapvetően két részre tagolódik:
- előtest (prosoma): ez tulajdonképpen a fej és a tor összeolvadásából jött létre, éppen ezért gyakran nevezik fejtornak (cephalothorax) is. A fejtoron találhatók a csáprágók, az esetleges tapogatólábak (pedipalpus, a csáprágó utáni lábpár, ami ugyancsak lehet karmos vagy ollós), a járólábak (a rákszabásúaknál: állkapcsi lábak) és a látószervek. A fejtor belsejében jelentős belső váz (endosternum) alakult ki; ezen tapad meg a harántcsíkolt vázizomzat. Itt találjuk még a legfőbb idegközpontot (agy- vagy garat feletti dúc) és a bélcső kezdeti, előbél szakaszát.
- utótest (opisthosoma): ez tulajdonképpen a potroh. Ennek belsejében találjuk a zsigereket (a bélcső közép- és utóbél szakaszát, a légzőszerveket, a kiválasztó szerveket, a szívet) és a szaporító szerveket (hím, illetve női a ivarmirigyeket és ivarjáratokat). A legtöbb csáprágós ízeltlábú utótestén nem nő végtag.

## Rendszerük
Ma csak 3 osztályuk él, melyekből kétségkívül a pókszabásúak osztálya a legjelentősebb.
- Rákszabásúak osztálya (Merostomata): Nem összetévesztendőek a Rákokkal. Ősi, sőt talán a ma élő legősibb ízeltlábú állatok. Testüket kemény páncél fedi. Járólábaik száma 5 pár. Csáprágójuk ollós. A potroh hosszú, hegyes, szuronyszerű faroktövisben (telson) végződik. Nagyságuk elérheti a 60 cm-t. Tengeri szervezetek – kopoltyúkkal lélegzenek –, az Atlanti-óceán nyugati partvidékén élnek.
- Pókszabásúak osztálya (Arachnoidea): főképp szárazföldi állatok, így nem kopoltyúkkal, hanem tracheákkal vagy tracheatüdőkkel lélegeznek. Némelyek másodlagosan alkalmazkodtak a vízi életmódhoz, de kopoltyúi ezeknek sem fejlődtek ki. A fejtor–potroh tagolódás általában megvan, de egyes esetekben már ezek határai is eltűnnek (pl. az atkák alosztályában). Méretük 30 cm-ig terjed – lábfesztávolsággal. Fajszámuk és jelentőségük a legnagyobb az altörzsben.
- Csupalábállatok osztálya (Pantopoda): potrohuk csökevényes, testük kicsiny, keskeny, a lábaik a testhez képest nagyon hosszúak, ahová még egyes szerveik (pl. ivarmirigyek) is benyomulnak. Kivétel nélkül tengerlakó állatok, amelyek telepes élőlények testnedveit szívogatják.